# Termogénesis
La termogénesis (del griego: termo, temperatura, y  génesis, inicio) es la capacidad de generar calor en el organismo debido a las reacciones metabólicas. La disipación de calor equilibra esta generación interna dando lugar a una homeostasis térmica (equilibrio térmico) en las célula que en los mamífero como el ser humano alcanza un valor estático de aproximadamente 37 °C. La termogénesis puede ser inducida por la dieta (ingesta de alimentos con capacidad de termogénesis) o por la inclusión de suplementos dietéticos termogénicos. A veces se define la termogénesis como el residuo degradado de la energía generada en el metabolismo basal. La termogénesis explica la activación del calor típica de los mamíferos.

## Características
El calor en algunos de los organismos vivos surge de las características exotérmicas de las reacciones metabólicas oxidativas, esta liberación de calor tiene como efecto un aumento de la temperatura en los tejidos cercanos, no obstante el cuerpo humano posee unos mecanismos para la disipación que contrarrestan estos efectos termogénicos.Estas operaciones se realizan en las mitocondrias de las células. El balance energético de este proceso se puede resumir de la siguiente forma:
Por lo tanto si la energía contenida en el cuerpo humano (en forma de grasa, proteína y glucógeno) no se ve alterada (lo que viene a indicar Almacenamiento de Calor igual a cero) la energía entrante es igual a la que sale, y por lo tanto se produce un equilibrio energético. Si este proceso no fuera equilibrado, el almacenamiento se activaría en un aumento de las capacidades almacenativas del organismo (en forma de grasa, proteína y glucógeno) si la producción es baja. O en una disminución del almacenamiento si la pérdida es alta (aumento de la termogénesis)...
Este concepto se suele aplicar en algunas dietas reductoras de peso corporal (control de la obesidad). Los alimentos que ingerimos suelen consumir en diferentes procesos digestivos casi el 15% de la energía consumida. La termogénesis se puede analizar y medir por diversos medios calorimétricos: directos (cámaras infrarrojas) e indirectos (midiendo el factor VO2 max denominado también capacidad aeróbica).

## La Termogénesis sin ejercicio
Según el Centro Nacional para la Información Biotecnológica (NCBI)], La termogénesis sin ejercicio (NEAT) es la energía gastada por el cuerpo cuando no estamos durmiendo, comiendo o haciendo alguna actividad que implique la ejercitación moderada o intensa.
Básicamente, la termogénesis son todas las actividades físicas espontáneas que realiza una persona en su vida cotidiana. Comprende desde la energía gastada al caminar hacia el trabajo, hacer trabajos de jardinería y agrícolas, subir unas escaleras, hasta actividades más triviales como limpiar la casa, permanecer de pie, reír, cantar, etc.

## Gastos de energía diaria y el NEAT
El gasto diario de energía de una persona se divide en tres grupos:
1. Metabolismo basal, es alrededor del 60 por ciento del gasto energético
2. Efecto térmico de los alimentos (masticar, absorción y transportar los nutrientes), es alrededor del 10% del gasto energético 
3. Actividad física, es aproximadamente entre un 15 y un 30% del gasto energético 

## La actividad física puede dividirse en dos grupos
- Termogénesis provocada por el ejercicio intencional
- NEAT (actividades que no forman parte del ejercicio)

## Importancia de la termogénesis sin ejercicio (NEAT) en la pérdida de peso
Cuando una persona no quema suficientes calorías, las almacena como grasa.  
Estudios han comprobado una relación existente entre la acumulación de grasa y la NEAT en personas con sobrepeso y delgadas]. 20 personas voluntarias fueron estudiadas durante 10 días y expuestas a condiciones ambientales similares. 10 de ellos delgados y 10 con sobrepeso. Al comparar sus movimientos del cuerpo y sus posturas, para evaluar el impacto de la NEAT en ellos, se encontró que las personas con sobrepeso permanecían sentados gran parte del tiempo, mientras que las personas delgadas no.[4]
Lo anterior sugiere que si las personas con sobrepeso adoptan actividades de NEAT] parecidas a las personas delgadas, tendrían un gasto adicional de 350 calorías diariamente], con lo que pueden bajar de peso más fácilmente].[5]
Los estudios fisiológicos demuestran que la NEAT está asociada con cambios en el nivel energético de las personas; la mayoría de las personas con sobrepeso presentan actividad física muy baja, por lo que la NEAT se convierte en una herramienta efectiva para bajar de peso.[6]
Otros estudios realizados a personas con sobrealimentación, han demostrado que quienes son más activos y realizan más actividades cotidianas, presentan menos aumento de su peso, que aquellos que son menos activos.[7]
Así mismo, ha sido comprobado con estudios en personas con sobrepeso, que realizar actividades cotidianas con regularidad, incrementa los niveles de Lipo-proteína Lipasa (LPL), enzima responsable de la obesidad, incluso mayor que las personas que realizan ejercicios más intensos de manera discontinua. [8]

### Resumiendo
La actividad física tiene fuertes implicaciones a la hora de pretender perder peso, si la persona con sobrepeso no puede hacer ejercicio regular, lo que puede hacer es evitar el sedentarismo, incrementando sus actividades cotidianas como caminar, saltar, subir escaleras, oficios en la casa. Con esto, gastará suficientes calorías (cerca de 350 por día) que le ayudarán a bajar de peso (Termogénesis sin ejercicio).